# Hallo Hallo (Ace of Base-dal)
A Hallo Hallo című dal a svéd Ace of Base 2000. április 10-én megjelent kislemeze a Singles of the 90s című válogatás albumról, mely Németországban, Spanyolországban, és Skandináviában volt kapható. A dal szintén felkerült a 2008-as Greatest Hits című albumra is.

## Előzmények
A dalt eredetileg Jonas énekelte fel, ezt a verziót a Cruel Summer és a Flowers című albumokra rögzítettek, azonban Jonas szerint nem volt teljesen kész a dal, így újra felvették Jenny és Linn énekével,[forrás?] mely a Singles of the 90s válogatásalbumon jelent meg.

## Megjelenések
1. Hallo Hallo (Hitvision Radio Edit) 3:06 Producer, Mixed By – Sir Martin
2. Hallo Hallo (Radio Version) 2:54 Mixed By – Robert Wellerfors, Producer, Mixed By – Jonas von der Burg
3. Hallo Hallo (Original Version) 2:52 Mixed By – Ari Lehtonen, Producer – Trinity Boys
4. Hallo Hallo (Dub) 4:46 Mastered By – Robert Wellerfors, Producer, Mixed By – Jonas von der Burg

## Slágerlista
| Slágerlista              | Legjobb helyezések |
| ------------------------ | ------------------ |
| Finn kislemezlista       | 12                 |
| Német kislemezlista      | 99                 |
| Román kislemezlista      | 3                  |
| Román rádiós slágerlista | 17                 |
| Spanyol kislemezlista    | 21                 |